# Língua puelche
Puelche é uma língua quase extinta falada pelos Puelches na região de La Pampa da Argentina. Também é chamada Gününa Küne, Gennaken (Guenaken), Pehuenche, Northern Tehuelche, Gününa Yajich, Ranquelche, Pampa. Conforme Ethnologue, tem cinco falantes ou já deve ser uma língua extinta.

## Classificação
A Puelche foi por muito tempo considerada como umalíngua isolada. Com base em poucas evidências, Viegas Barros (1992) sugeriu que a puelche pudesse ter uma relação próxima a língua dos Querandí, um dos povos Het.  O mesmo  Viegas Barros (2005) defendeu que era relacionada às línguas chon. Mais adiante foi sugerido que fizesse parte das línguas Macro-Jibaras.

## Fonologia

### Vogais
Puelche tem sete vogais:
|                 | Anterior        | Posterior   | Posterior |
| Não-Arredondada | Não-Arredondada | Arredondada |           |
| --------------- | --------------- | ----------- | --------- |
| Fechada         | i               |             | u         |
| Meio-fechada    | e               | ɤ           | o         |
| Meio-aberta     |                 | ʌ           |           |
| Aberta          | a               |             |           |

### Consoantes
Puelche tem 25 Consoantes:
|                |                | Bilabial | Alveolar | Post-alveolar | Palatal | Velar | Uvular | Glotal |
| -------------- | -------------- | -------- | -------- | ------------- | ------- | ----- | ------ | ------ |
| Nasal oclusiva | Nasal oclusiva | m        | n        |               |         |       |        |        |
| Plosiva        | Surda          | p        | t        |               |         | k     | q      | ʔ      |
| Plosiva        | Ejetiva        | pʼ       | tʼ       |               |         | kʼ    | qʼ     |        |
| Plosiva        | Sonora         | b        | d        |               |         | ɡ     |        |        |
| Africade       | Surda          |          | t͡s       | t͡ʃ            |         |       |        |        |
| Africade       | Ejetiva        |          | t͡sʼ      | t͡ʃʼ           |         |       |        |        |
| Fricativa      | Central        |          | s        | ʃ             |         | x     |        | h      |
| Fricativa      | Lateral        |          | ɬ        |               |         |       |        |        |
| Aproximante    | Aproximante    |          | l        |               | j       | w     |        |        |

Puelche tem um fonema adicional  /r/, mas não boas descrições de sua fonética.